# Alseuosmia
Alseuosmia es un género de plantas fanerógamas con once especies descritas y de estas, solo 5 aceptadas, perteneciente a la familia Alseuosmiaceae.

## Descripción
Se caracterizan por ser pequeños arbustos de hoja perenne. Un ejemplo del hábitat de la especie representativa Alseuosmia macrophylla está en Nueva Zelanda en la Isla Norte en el Distrito Ecológico Hamilton , donde Blechnum discolor y Blechnum filiforme son elementos sotobosque con Nothofagus truncata  y Dacrydium cupressinum en el dosel arbóreo.

## Taxonomía
El género fue descrito por  Allan Cunningham, y publicado en Annals of Natural History 2: 209. 1838. La especie tipo es: Alseuosmia macrophylla.

## Especies
- Alseuosmia atriplicifolia
- Alseuosmia banksii
- Alseuosmia bupleurifolia
- Alseuosmia hookeria
- Alseuosmia ilex
- Alseuosmia ligustrifolia
- Alseuosmia linariifolia
- Alseuosmia macrophylla
- Alseuosmia palaeiformis
- Alseuosmia pusilla
- Alseuosmia quercifolia
- Alseuosmia turneri